# 鳴神 (和歌山市)
鳴神（なるかみ）は、和歌山県和歌山市の大字。2010年10月1日現在の人口は6,734人。本項ではかつて同区域に存在した名草郡・海草郡鳴神村（なるかみむら）についても記す。

## 地理
和歌山市の中部、紀の川下流左岸に広がる平野部、岩橋山塊の西麓、和歌山駅の東方、阪和自動車道・和歌山インターチェンジの南西に所在する。西で太田・出水・秋月、南で井辺、東で岩橋・栗栖、北で松島・加納に接する。北東に花山、南西に大日山がそびえ、国道24号・和歌山バイパスと和歌山県道147号八軒家鳴神線が南北を縦断、和歌山県道143号井ノ口秋月線が東西を横断する。和歌山バイパスは未成のため南西を通過する和歌山県道138号和歌山野上線に接続して一体化し、市中心部との間を結んでいる。

### 山岳
- 花山
- 大日山

### 河川
- 大門川

## 歴史
- 縄文時代(早期〜晩期)-鳴神貝塚(近畿初発見の貝塚、国史跡)が存在。
- 中世 - 鳴神郷が存在。
- 幕末 - 名草郡鳴神村が存在。「旧高旧領取調帳」の記載によると和歌山藩領。
- 明治4年7月14日（1871年8月29日） - 廃藩置県により和歌山県の管轄となる。
- 1889年（明治22年）4月1日 - 町村制の施行により、近世以来の鳴神村が単独で自治体を形成。
- 1896年（明治29年）4月1日 - 郡の統合により鳴神村の所属郡が海草郡に変更[2]。
- 1933年（昭和8年）6月1日 - 鳴神村が和歌山市に編入。同市の大字となる。

## 交通

### 鉄道
区域内に鉄道路線は通過しない。最寄り駅は和歌山電鐵貴志川線の日前宮駅。

### バス
和歌山バス
- 鳴神線
  - 90系統
JR和歌山駅東口 - 向陽高校前 - 秋月 - 鳴神住宅前 - 花山 - 紀伊風土紀の丘
  - 94系統
南海和歌山市駅 - 貝柄町 - 黒田 - JR和歌山駅東口 - 向陽高校前 - 秋月 - 鳴神住宅前 - 花山 - 紀伊風土紀の丘

### 道路
- 阪和自動車道
  - 和歌山インターチェンジ（敷地の一部が所在）
- 国道24号
  - 和歌山バイパス
- 和歌山県道138号和歌山野上線
- 和歌山県道143号井ノ口秋月線
- 和歌山県道147号八軒家鳴神線

## 施設
- 和歌山市立鳴神保育所
- 東消防署
- 鳴神団地
- 鳴神公園
- 鳴神中央公園
- 鳴神児童館
- 鳴神文化会館
- 鳴神社
- 玄妙寺
- 阿弥陀寺
- 妙海寺
- 正願寺
- 花山温泉

## 史跡

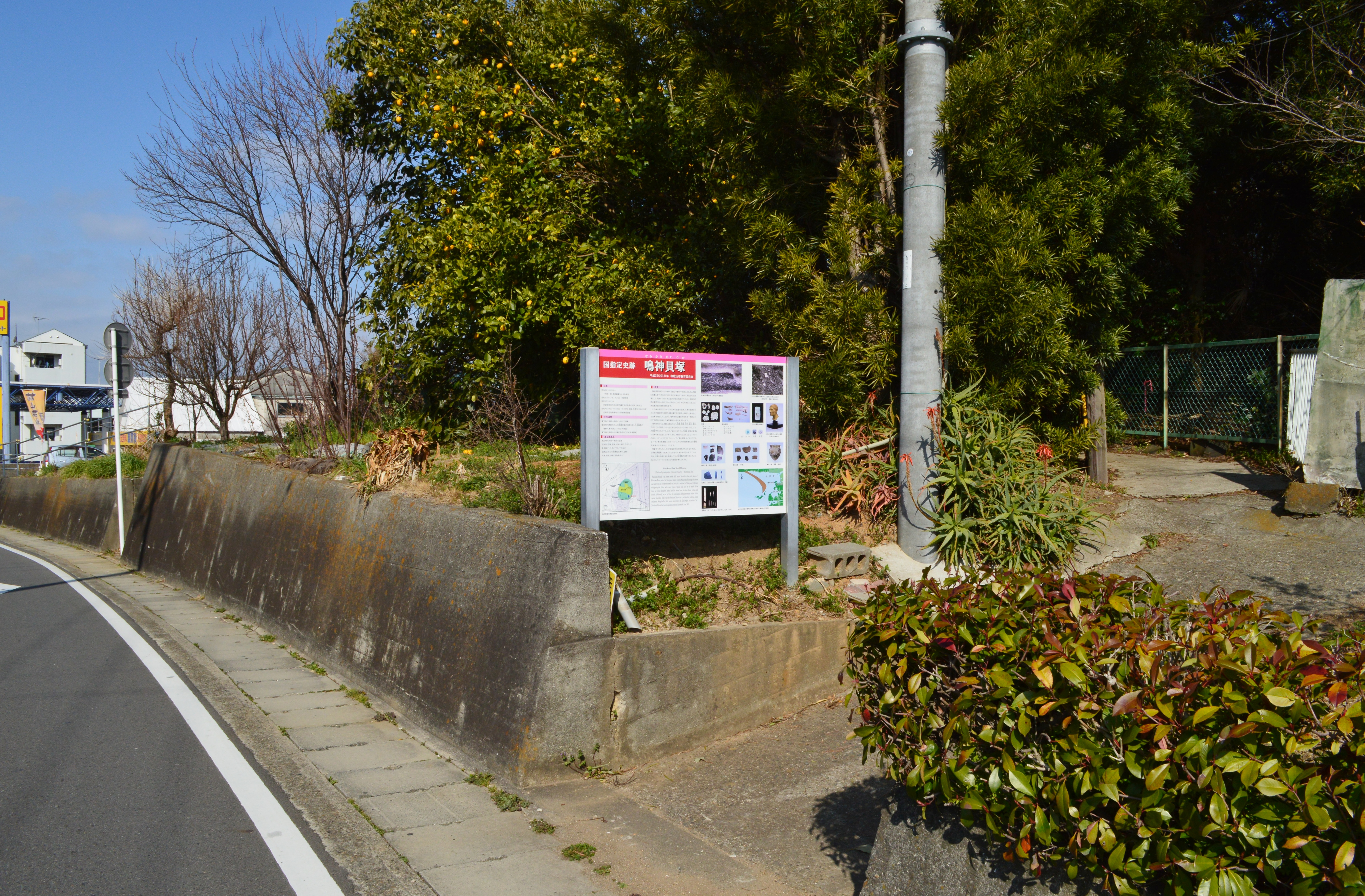
鳴神貝塚

- 鳴神貝塚